# Heroes Join Forces (Universo Arrow)
"Heroes Join Forces" (em português:  Heróis Juntando Forças) é o segundo crossover anual do Universo Arrow, apresentando episódios das séries de televisão The Flash e Arrow na The CW. O evento teve início no dia 1º de dezembro de 2015, com o episódio de The Flash "Legends of Today" (em português:  Lendas de Hoje) e terminou no dia seguinte com o episódio de Arrow "Legends of Yesterday" (em português:  Lendas de Ontem). Os episódios apresentam personagens de Legends of Tomorrow, que estava sendo desenvolvido como um spin-off. O crossover vê Barry Allen / Flash e Oliver Queen / Arqueiro se juntarem para enfrentar Vandal Savage, que está procurando por Kendra Saunders e Carter Hall, as reencarnações de Mulher-Gavião eGavião Negro.
Um crossover entre as duas séries foi anunciado em janeiro de 2015 pelo presidente da The CW, Mark Pedowitz, que declarou a intenção da rede de fazer um crossover do Universo Arrow a cada temporada após o sucesso do crossover do ano anterior "Flash vs. Arrow". Em setembro, os roteiros de cada episódio foram escritos, com as filmagens ocorrendo pouco antes do final do mês e em outubro de 2015. O crossover vê cada membro do elenco principal de cada série que aparece pelo menos em sua própria série, com atores adicionais e personagens também reprisando seus papéis no Universo Arrow.
Os episódios receberam críticas geralmente positivas; no entanto, a configuração das Lendas recebeu respostas mistas. Ambas as séries tiveram uma audiência alta na temporada, apesar das classificações terem caído em relação ao crossover do ano anterior. Um crossover subsequente ocorreu no ano seguinte, intitulado "Invasão!".

## Enredo
Vandal Savage chega em Central City procurando matar Kendra Saunders. Depois de atacar Kendra e Cisco Ramon, Barry Allen leva Kendra para Star City e pede a ajuda de Oliver Queen e sua equipe para protegê-la. A equipe é visitada por Malcolm Merlyn, que os informa que Savage é um imortal. Mais tarde, Kendra é sequestrada por Gavião Negro, mas Barry e Oliver a resgatam e o capturam. Ele se apresenta como Carter Hall, e diz a eles que ele e Kendra são almas gêmeas que estão conectadas há milênios. Eles estão destinados a morrer, renascer e se encontrar a cada vida. Carter também revela que Savage matou o par várias vezes, cada vez mais forte. Savage adquire o Cajado de Hórus, uma arma mortal. Kendra desbloqueia suas habilidades e se torna a Mulher-Gavião e a equipe decide se reagrupar em Central City. Oliver testemunha sua ex-namorada Samantha Clayton com seu filho William e percebe que a criança provavelmente é dele. Enquanto isso, Caitlin Snow e Harrison Wells criam um soro que aumentará temporariamente a velocidade de Barry para que ele possa derrotar Zoom. Jay Garrick inicialmente se recusa a testar o soro, mas muda de ideia para salvar Wells quando ele é baleado por Patty Spivot, que o confunde com Eobard Thawne. Jay desaconselha o uso do soro em Barry.
Malcolm orquestra uma reunião entre Savage, Barry e Oliver. Savage exige que entreguem Kendra e Carter ou ele destruirá Central City e Star City com o Cajado de Hórus. Oliver faz com que Barry faça um teste de paternidade em William e confirma que Oliver é o pai de William. Confrontando Samantha, ela concorda em deixá-lo ver William com a condição de que ele não diga a ninguém, incluindo o próprio William, que ele é o pai do menino. Felicity fica sabendo da paternidade de Oliver e se sente traída porque Oliver ainda está disposto a manter segredos dela, então ela termina o relacionamento deles.
Barry e Oliver elaboram um plano para entregar Kendra e Carter como um estratagema para chegar perto o suficiente de Savage para destruir a equipe. O plano dá terrivelmente errado; Os poderes de Kendra falham e Savage rapidamente supera o elemento surpresa e mata tanto ela quanto Carter antes de usar o cajado para destruir Central City. Barry escapa e corre rápido o suficiente para voltar no tempo até o ponto da negociação original antes que todo mundo morra. Barry informa Oliver sobre sua viagem no tempo e os erros que o levaram à derrota. Eles mudam sua abordagem ao plano e Barry consegue roubar a equipe. Ele e Oliver usam em Savage, transformando-o em cinzas. Kendra e Carter decidem usar seus poderes para ajudar outras pessoas em outra cidade. Cisco dá a Kendra um dispositivo de rastreamento. Oliver concorda com as condições de Samantha para ele ver William. Mesmo que Barry encoraje Oliver a contar a Felicity sobre William (ela nunca soube dele devido às viagens de Barry no tempo), ele decide continuar a esconder o segredo dela. Malcolm coleta as cinzas de Savage enquanto sussurra: "Você me deve uma, amigo."

## Elenco e personagens
| Ator                | Personagem                      | Episódio     | Episódio     |
| Ator                | Personagem                      | The Flash    | Arrow        |
| ------------------- | ------------------------------- | ------------ | ------------ |
| Grant Gustin        | Barry Allen / Flash[a]          | Principal    | Participação |
| Candice Patton      | Iris West                       | Principal    |              |
| Danielle Panabaker  | Caitlin Snow                    | Principal    | Participação |
| Carlos Valdes       | Cisco Ramon                     | Principal    | Participação |
| Tom Cavanagh        | Harrison "Harry" Wells          | Principal    |              |
| Jesse L. Martin     | Joe West                        | Principal    |              |
| Stephen Amell       | Oliver Queen / Arqueiro Verde   | Participação | Principal    |
| John Barrowman      | Malcolm Merlyn                  | Participação | Regular      |
| Emily Bett Rickards | Felicity Smoak / Observadora    | Participação | Principal    |
| Willa Holland       | Thea Queen / Speedy             | Participação | Principal    |
| David Ramsey        | John Diggle / Espartano         |              | Principal    |
| Ciara Renée         | Kendra Saunders / Mulher-Gavião | Participação | Participação |
| Casper Crump        | Vandal Savage                   | Participação | Participação |
| Falk Hentschel      | Gavião Negro                    | Participação | Participação |
| Anna Hopkins        | Samantha Clayton                | Participação | Participação |
| Katie Cassidy       | Laurel Lance / Canário Negro    | Participação | Principal    |

↑a  Apesar de ser creditado, Paul Blackthorne não aparece no episódio Arrow.

### Convidados
| - Neal McDonough como Damien Darhk - Teddy Sears como Jay Garrick - Shantel VanSanten como Patty Spivot | - Peter Francis James como Dr. Aldus Boardman |

## Produção

### Desenvolvimento
Em janeiro de 2015, o presidente da The CW, Mark Pedowitz, declarou a intenção da rede de ter um crossover do Universo Arrow a cada temporada, após o evento de duas partes do ano anterior com os oitavos episódios da terceira temporada de Arrow e a primeira temporada de The Flash, intitulado "Flash vs. Arrow". Em julho de 2015, Andrew Kreisberg, criador e produtor executivo de ambas as séries, confirmou que o oitavo episódio da quarta temporada de Arrow e a segunda temporada de The Flash seria um crossover de duas partes. No mês seguinte, Kreisberg revelou que o crossover ajudaria a estabelecer as bases para a nova série Legends of Tomorrow em equipe. Kreisberg disse: "Tanto o Arrow quanto The Flash estão ajudando a configurar essas coisas, tanto grandes como pequenas, o que é adorável ... Haverá muita coisa acontecendo antes do crossover, que está servindo como uma espécie de -de] piloto para Legends."
Kreisberg descreveu o crossover entre os dois programas como "um super-herói unidos!", Dizendo: "É uma loucura tê-los todos juntos." Ao contrário do crossover de 2014, que foram duas aventuras independentes que envolveram cada show, Marc Guggenheim, produtor executivo de Arrow, disse: "Este [ano] é um crossover louco e completo de 'Continua', ... realmente parece um filme de 2 horas [indo ao ar] em duas noites." Kreisberg e Guggenheim também asseguraram aos fãs que ambos os episódios não se concentrariam apenas na criação da série spin-off, e que o crossover ainda é Oliver Queen e Barry Allen tendo sua própria aventura. "Esses [episódios] têm coisas importantes acontecendo para as narrativas de The Flash e Arrow", disse Kriesberg, enquanto Guggenheim acrescentou: "Os momentos finais de The Flash têm um grande impacto e nós retomamos esses tópicos em Arrow . Então fazemos algumas coisas com os personagens de Arrow ... que são bem épicas e importantes."
No episódio The Flash, Caitlin e Harry criam uma droga chamada Velocity 6 para tornar Barry mais rápido contra o Zoom. Kreisberg comentou que "É seguro dizer que haverá mais algumas iterações dessa fórmula", mas os espectadores terão que esperar para ver como tudo se desenrola e os efeitos sobre quem a usa. Teddy Sears (cujo personagem Jay Garrick usa a droga, que restaura temporariamente sua velocidade) disse que, embora seu personagem não seja fixado em restaurar sua velocidade, Velocity 6 apresenta uma solução interessante que o tentará devido às suas "memórias obsessivas" de sua vida anterior com poderes.

### Roteiro
Em julho de 2015, Greg Berlanti, criador e produtor executivo de ambas as séries, disse: 
Acabamos de invadir isso na última semana ou então ... então estamos, realmente, animados com isso. Temos uma grande história planejada para o final do outono, início do inverno. Este ano, nossa verdadeira esperança é fazer um crossover que seja ainda maior e ainda mais gratificante para o público do que nos últimos anos [sic].
Os roteiros do crossover "Heroes Join Forces" foram escritos em setembro de 2015. Berlanti criou a história do evento, e Kreisberg e Guggenheim ajudaram a criar a história dos episódios de The Flash e Arrow, respectivamente. O roteiro de The Flash foi escrita pelos produtores Aaron e Todd Helbing; a de Arrow foi escrita por Brian Ford Sullivan e Guggenheim.

### Filmagens
As filmagens dos dois episódios ocorreram de 25 de setembro de 2015 até 15 de outubro de 2015. O episódio de The Flash foi dirigido por Ralph Hemecker, e o de Arrow por Thor Freudenthal. Berlanti discutiu o pesadelo logístico de reunir as três séries, já que os primeiros episódios de Legends of Tomorrow já haviam sido filmados antes das filmagens dos episódios de crossover. Além disso, havia personagens de The Flash e Arrow "que também estávamos filmando desses respectivos programas antes de começarmos a filmar Legends para então ter que voltar e fazer a introdução de alguns dos personagens aqui." Falk Hentschel descreveu as filmagens como "uma maratona de atuação" movendo-se constantemente de um set para outro durante o dia, mas teve uma explosão.

## Lançamento

### Exibição
Os episódios de crossover foram programados para serem exibidos em uma exibição exclusiva de fãs hospedada pela AT&T em 22 de novembro de 2015, mas foi cancelado para permitir mais tempo para os efeitos visuais serem concluídos. A primeira parte de The Flash foi ao ar em 1 de dezembro, seguida pela parte dois de Arrow em 2 de dezembro, ambas na The CW. O crossover foi transmitido simultaneamente com a transmissão dos EUA no Canadá pela CTV.

### Mídia doméstica
Os episódios foram lançados juntos em Blu-ray e DVD, junto com o resto da segunda temporada de The Flash em 6 de setembro de 2016 e a quarta temporada de Arrow em 30 de agosto de 2016. Recursos bônus incluem imagens de bastidores, comentários em áudio, cenas deletadas e um erros de gravação.

## Recepção

### Audiência
| № | Título                 | Exibição original     | Rating/share (18–49) | Audiência (em milhões) | DVR (18–49) | Audiência em DVR (milhões) | Total (18–49) | Audiência total (em milhões) |
| - | ---------------------- | --------------------- | -------------------- | ---------------------- | ----------- | -------------------------- | ------------- | ---------------------------- |
| 1 | "Legends of Today"     | 1 de dezembro de 2015 | 1.4/5                | 3.94                   | 0.9         | 2.12                       | 2.3           | 6.07                         |
| 2 | "Legends of Yesterday" | 2 de dezembro de 2015 | 1.4/4                | 3.66                   | 0.7         | 1.61                       | 2.1           | 5.27                         |

O episódio de The Flash atraiu a maior audiência da segunda temporada - a maior do programa desde 17 de fevereiro de 2015. O episódio atraiu 12% mais espectadores e correspondeu à classificação de 18-49 do episódio anterior, "Gorilla Warfare". Ele caiu 12% na classificação de 18-49 em relação ao crossover do ano anterior. O episódio de Arrow atraiu a maior audiência da quarta temporada e classificação de 18-49, a melhor desde o crossover do ano anterior com The Flash em 3 de dezembro de 2014. A audiência aumentou 36% e os espectadores no grupo demográfico de 18-49 aumentaram 27% em relação ao anterior episódio, "Brotherhood".
A transmissão canadense de The Flash foi assistida por 2,00 milhões de telespectadores, obtendo a maior audiência daquela noite, e a terceira maior da semana. A transmissão de Arrow teve 1,81 milhão de telespectadores, a quarta maior naquele dia e a sétima maior na semana.

### Resposta Crítica
Alasdair Wilkins escrevendo para The A.V. Club descreveu o crossover como "um grande filme de 90 minutos" e descobriu que só quando o espectador já estava na transmissão é que fica claro que há duas histórias de programas separados. Wilkins achou "Legends Of Today" e "Legends Of Yesterday" uma sensação encantadora de que "operam em uma escala mais épica" do que qualquer episódio típico da série. O enredo da paternidade de Oliver pareceu frágil para Wilkins, e ele notou que os episódios foram novamente forçados "para configurar o último spin-off". Apesar dessas falhas, ele achou "o efeito geral deste cruzamento de duas partes ... bastante impressionante" e a "história de equipe ... grande o suficiente para ser mais do que a soma de suas partes".
Alice Walker, da Screen Rant, também observou que o crossover anual Arrow / The Flash sofreu com a tentativa de configurar Legends. Ela sentiu que era "pedir muito" devido às histórias ocupadas, criticando os produtores por "plantarem mais sementes do que poderiam colher". Ela sentiu que os crossovers deixaram de ser "uma forma divertida de contrastar os dois programas", agora que eles tiveram que criar um novo mundo.

#### The Flash
A avaliação do site Rotten Tomatoes deu para o episódio um índice de 83% de aprovação dos críticos baseado em 12 comentários. O consenso do site disse: "Embora os enredos não sejam particularmente inspirados, os talentosos e encantadores elencos de Flash e Arrow tornam este episódio de crossover uma alegria inegável de assistir."
Jesse Schedeen, do IGN, deu ao episódio Flash uma pontuação de 7,5 em 10. Ele criticou o "ritmo instável e a progressão da história" do episódio e, dado seu "enredo de duas partes legítimo", ficou desapontado por não ser mais coeso do que o crossover do ano anterior . Ele sentiu que o crossover "teve um começo bastante difícil" e se perguntou se os personagens de Arrow eram realmente necessários para o enredo. Mesmo assim, Scheden disse, "era muito divertido ver os dois times se cruzando e lutando com um mundo cada vez mais estranho de heróis e vilões" e estava ansioso para uma conclusão focada. Scott Von Doviak do The A.V. Club deu ao episódio um "A", dizendo: " "Legends Of Today" é um excelente exemplo de como fazer esse crossover da maneira certa." Ele observou que o episódio teceu histórias contínuas "em uma aventura expansiva do DC Universe" chamando-o de "o passeio mais puramente agradável da temporada até agora".
Dave Trumbore, do Collider, deu ao episódio de The Flash 3 estrelas de 5, dizendo: "Não apenas "Legends of Today"- isto é, Gavião Negro e Mulher-Gavião - fez um bom trabalho apresentando a maioria dos principais jogadores de Legends of Tomorrow, também forneceu um configuração sólida para o novo episódio de Arrow, "Legends of Yesterday". " Ele descreveu o programa como "grande e divertido aventureiro", mas teve o mesmo problema que teve com o crossover do ano anterior, pois quando deu tempo na tela para The Flash "ele perdeu de vista sua própria identidade". Jonathon Dornbush da Entertainment Weekly deu ao episódio de The Flash uma crítica positiva, afirmando: "Enquanto The Flash está sobrecarregado com a parte 1," preparando o confronto na parte 2, "Legends of Today" tem "seus próprios grandes momentos e muitas risadas".
Dando ao episódio uma nota 7,5 de 10, Eric Walters do Paste declarou que "Ao contrário do ano passado, "Legends of Today" não parecia um episódio em Flash com o Time Arrow." Ele esperava que o crossover de 2015 fosse maior do que o dos anos anteriores, observando: "É, mas também está longe de estar completo." Ele sentiu que "Legends of Today" não era tanto um episódio de The Flash, mas mais como "a primeira metade de algo muito maior". No final, ele desejou que "o programa o tivesse abraçado totalmente". Mike Cecchini do Den of Geek deu ao episódio 3,5 estrelas de 5, dizendo: "Estou realmente meio surpreso com a quantidade de trabalho "Legends of Today" é feito sem apenas se tornar uma bagunça enorme." Ele o descreveu como "um bom bipartimento este ano" e concluiu: "Em meio a toda a agitação de Legends of Tomorrow e a diversão de reunir as equipes, "Legends of Today" ainda consegue mover o enredo principal da 2ª temporada de Flash para frente em algumas maneiras legais."

#### Arrow
A avaliação do site Rotten Tomatoes deu para o episódio um índice de 88% de aprovação dos críticos baseado em 17 comentários. O consenso do site disse: "Esta conclusão satisfatória para o evento de crossover mais ambicioso ainda oferece algumas surpresas emocionantes e provoca possibilidades tentadoras para um Univerno Arrow mais amplo."
Jesse Schedeen deu ao episódio de Arrow uma nota 8,7 de 10, observando que o episódio de Flash foi "sobrecarregado com a configuração" enquanto "Arrow começa a se divertir com a recompensa." Ele sentiu que o ritmo e os problemas de enredo em "Legends of Tomorrow", o episódio de Flash, foram resolvidos de forma satisfatória. A inclusão de flashbacks e viagens no tempo deu a ele "um escopo maior e uma sensação adicional de drama". Da mesma forma, a subtrama de Ollie permitiu a Stephen Amell "mostrar um lado muito diferente e mais vulnerável de seu personagem". Alisdair Wilkins premiou o episódio com um B + notando "o quão melhor toda a dinâmica do show é nesta temporada em comparação com o ano passado". Ele acrescentou que "Legends Of Yesterday" mostra o conflito de Oliver entre manter seus amigos seguros e reconhecer que ele não pode ser vitorioso sem eles.
Dave Trumbore sentiu que o episódio Arrow amarrou a introdução de Hawkgirl e Hawkman e seu nêmesis Vandal Savage, e efetivamente configurou o lançamento de Legends of Tomorrow no meio da temporada da The CW. Ele deu 4 estrelas em 5. Ele acrescentou que os especiais de crossover "fazem um trabalho fantástico de puxar a câmera para trás para revelar o mundo que seus heróis e vilões compartilham". Jonathon Dornbush ficou impressionado com o desempenho de Carlos Valdes, dizendo: "Enquanto Oliver naturalmente toma o centro do palco - e Stephen Amell dá um passo à frente, sem dúvida dando sua melhor atuação no show - o MVP secreto do momento é Cisco de Carlos Valdes , que por acaso também rouba a metade do crossover do Flash."
Mark Rozeman do Paste deu ao episódio de Arrow uma nota 8,8 de 10, dizendo, o episódio: "tem a liberdade de brincar com seus brinquedos um pouco mais" em comparação com a "quantidade inevitável de construção de mundos e história de fundo [que] acabou massivamente atrapalhando a primeira parcela do crossover. " Ele sentiu que o crossover foi divertido e um "momento divertido e divertido". Kain elogiou a equipe de criação dos programas por "fazer o especial parecer um evento legítimo, em oposição a apenas uma tentativa medíocre de obter classificações de ouro". Mike Cecchini ficou satisfeito que o episódio não fosse "mais uma hora de fan service com pouca substância" e sentiu que "Legends of Yesterday" foi um episódio "muito bom" de Arrow / Oliver Queen. Ele elogiou o desempenho de Amell e destacou que: "Os dois times realmente se deram bem, e assim como Barry e Ollie se sentiram como verdadeiros amigos durante os momentos dramáticos do episódio, o Flash e o Arqueiro Verde pareciam companheiros naturais durante os momentos super-heróicos." Ele deu ao episódio 3,5 estrelas de 5.

### Elogios
Collider.com nomeou o segundo crossover anual de The Flash e Arrow um dos 10 maiores momentos de super-heróis de 2015, dizendo que "o evento de crossover de duas noites foi um grande sucesso, reafirmando a diversão do universo que eles construíram e alimentando o desejo de vê-lo continuar a crescer". Zap2it também citou "Legends of Today" e "Legends of Yesterday" como um dos melhores episódios de televisão de 2015.